# Protiponorková zbraň

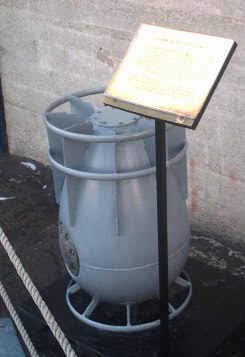
Druhoválečná hlubinná puma, používaná americkým námořnictvem

Protiponorková zbraň je zbraň speciálně vyvinutá pro boj s ponorkami. Obvykle se nejedná jen o jednu zbraň, ale o komplex zbraní a metod pro vyhledání a zničení ponorky.
Protiponorkové zbraně se začaly uplatňovat od okamžiku, kdy začal vzrůstat význam ponorek jako bojového prostředku, to jest od první světové války. Bouřlivý rozvoj prodělaly především během druhé světové války.

## Prostředky pro vyhledání ponorek
- Loď
  - Prvním prostředkem pro vyhledávání ponorek bylo klasické hlídkování na lodích. Tento způsob byl poměrně neefektivní, protože i vynořená ponorka má značně nižší siluetu než loď a tudíž hlídka na ponorce obvykle zpozoruje loď dříve než loď ponorku. Přesto byl s úspěchem pro svou jednoduchost používán až do konce 2. světové války.
  - Později bylo optické hlídkování doplněno dalšími technickými prostředky (sonar, radar, HF/DF). Byly také vyvinuty speciální lodě pro vyhledávání a ničení ponorek (tzv. lodě–pasti Q-ships, protiponorkové korvety, fregaty a stíhače ponorek).

- Letecké hlídkování
  - Vzducholoď. Vzducholodní hlídkování bylo užíváno v první i druhé světové válce. Až na výjimky nemohly vzducholodě ponorky přímo ohrozit (rychlost vzducholodí je relativně malá a objemná vzducholoď je dobře patrná už z dálky), ale i toto hlídkování ztěžovalo ponorkám činnost. Vzducholodě byly využívány především pro svou vytrvalost, protože byly schopny na rozdíl od letadel hlídkovat v cílové oblasti nepřetržitě několik dnů.
  - Letoun – poprvé byly letouny proti ponorkám nasazeny již za první světové války, ale zejména za druhé světové války se letouny vybavené radarem, hlubinnými pumami, neřízenými raketami a později i samonaváděcími torpédy staly obávanými lovci ponorek.
  - Vrtulník – po druhé světové válce se vrtulník prosadil jako doplněk protiponorkové výzbroje hladinových plavidel. Může pátrat po ponorkách například sonarem spuštěným do vody a útočit samonaváděcími torpédy.
  - Družice – mohou pozorovat ponorkové základny nepřítele, hlídat vplouvající a vyplouvající ponorky, či pátrat po ponorkách v dané oblasti (například sledování tepelné stopy ponořené ponorky).

- Technické prostředky
  - Radar
  - Hydrofon
  - Sonar
  - Světlomet
  - Magnetometr
  - infračervená kamera

## Prostředky pro ničení ponorek
- Lodní dělo
- Námořní mina
- Hlubinná puma
- Samonaváděcí torpédo